# Grand Prix d'été de saut à ski 2004
Le Grand Prix d'été de saut à ski 2004 est la 11e édition du Grand Prix d'été de saut à ski organisé par la FIS, il fut remporté par le polonais Adam Małysz.

## Classement général
| Place | Nom                      | Pays      | Points |
| ----- | ------------------------ | --------- | ------ |
| 1     | Adam Malysz              | Pologne   | 520    |
| 2     | Martin Hoellwarth        | Autriche  | 362    |
| 3     | Daniel Forfang           | Norvège   | 312    |
| 4     | Thomas Morgenstern       | Autriche  | 273    |
| 5     | Noriaki Kasai            | Japon     | 263    |
| 6     | Matti Hautamaeki         | Finlande  | 255    |
| 7     | Andreas Kuettel          | Suisse    | 200    |
| 8     | Michael Neumayer         | Allemagne | 192    |
| 9     | Robert Kranjec           | Slovénie  | 188    |
| 10    | Reinhard Schwarzenberger | Autriche  | 182    |

## Résultats
| Date              | Lieu         | Vainqueur                                                                                | Deuxième                                                                                 | Troisième                                                           |
| 31 juillet 2004   | Hinterzarten | Adam Malysz                                                                              | Thomas Morgenstern                                                                       | Noriaki Kasai                                                       |
| 1er août 2004     | Hinterzarten | Autriche Andreas Widhoelzl Reinhard Schwarzenberger Martin Hoellwarth Thomas Morgenstern | Japon Daiki Ito Kazuyoshi Funaki Hideharu Miyahira Noriaki Kasai                         | Pologne Wojciech Tajner Robert Mateja Mateusz Rutkowski Adam Malysz |
| 7 août 2004       | Courchevel   | Adam Malysz                                                                              | Martin Hoellwarth                                                                        | Rok Benkovic                                                        |
| 4 septembre 2004  | Zakopane     | Adam Malysz                                                                              | Robert Kranjec                                                                           | Bjoern Einar Romoeren                                               |
| 5 septembre 2004  | Zakopane     | Norvège Daniel Forfang Roar Ljoekelsoey Tommy Ingebrigtsen Bjoern Einar Romoeren         | Autriche Andreas Widhoelzl Reinhard Schwarzenberger Thomas Morgenstern Martin Hoellwarth | Japon Kazuyoshi Funaki Akira Higashi Daiki Ito Noriaki Kasai        |
| 8 septembre 2004  | Predazzo     | Adam Malysz                                                                              | Andreas Widhoelzl                                                                        | Andreas Kuettel                                                     |
| 12 septembre 2004 | Innsbruck    | Daniel Forfang                                                                           | Roar Ljoekelsoey                                                                         | Hideharu Miyahira                                                   |
| 25 septembre 2004 | Hakuba       | Daniel Forfang                                                                           | Matti Hautamaeki                                                                         | Noriaki Kasai                                                       |
| 26 septembre 2004 | Hakuba       | Martin Hoellwarth                                                                        | Daniel Forfang                                                                           | Adam Malysz                                                         |